# Мюнзінген (Німеччина)
Мюнзінген (нім. Münsingen) — місто в Німеччині, знаходиться в землі Баден-Вюртемберг. Підпорядковується адміністративному округу Тюбінген. Входить до складу району Ройтлінген.
Площа — 116,05 км2. Населення становить 14 480 ос. (станом на 31 грудня 2020).